# Serbînivți, Jmerînka
Serbînivți (în ucraineană Сербинівці) este o comună în raionul Jmerînka, regiunea Vinnița, Ucraina, formată numai din satul de reședință.

## Demografie
Componența lingvistică a satului Serbînivți
     Ucraineană (98,74%)
     Rusă (1,01%)
     Alte limbi (0,08%)
Conform recensământului din 2001, majoritatea populației satului Serbînivți era vorbitoare de ucraineană (98,74%), existând în minoritate și vorbitori de rusă (1,01%).